# District de Beitang
Le district de Beitang (北塘区 ; pinyin : Běitáng Qū) est une subdivision administrative de la province du Jiangsu en Chine. Il est placé sous la juridiction de la ville-préfecture de Wuxi.